# バーナード・フォーリー
バーナード・フォーリー（Bernard Foley、1989年9月8日 - ）は、ジャパンラグビーリーグワンクボタスピアーズ船橋・東京ベイに所属するラグビーユニオン選手。

## プロフィール
- オーストラリア・シドニー出身。
- ポジションはスタンドオフ(SO)、フルバック(FB)。
- 身長 182 cm、体重 89 kg
- ニックネームはナード、フォールズ。
- オーストラリア代表キャップは71（2021年4月現在）でラグビーワールドカップ2015・ラグビーワールドカップ2019のオーストラリア代表に選ばれた[1]。

## 略歴
ワラターズ、シドニー・スターズを経て、2015年、リコーブラックラムズ(現・リコーブラックラムズ東京)に加入。同年11月21日に行われたジャパンラグビートップリーグ第2節のHonda HEAT戦に途中出場で日本での公式戦初出場を果たす。
2016年、リコーブラックラムズを退団後、NSWカウンティー・イーグルスを経て、2019年、クボタスピアーズ(現・クボタスピアーズ船橋・東京ベイ)に加入。

## 受賞歴

### ジャパンラグビーリーグワン
- 2022-23リーグワンベスト15(SO), 得点王